# Prva Liga (Serbien) 2007/08
Die Prva Liga 2007/08 war die zweite Spielzeit der zweithöchsten Spielklasse im serbischen Männerfußball nach der Trennung von Serbien und Montenegro. Sie begann am 18. August 2007 und endete am 24. Mai 2008.

## Modus
18 Mannschaften spielten an 34 Spieltagen jeweils zweimal gegeneinander. Die besten zwei Vereine stiegen direkt in die SuperLiga auf, die Teams auf den Plätzen drei bis sechs ermittelten in Play-offs einen Teilnehmer, der im Anschluss um den Aufstieg gegen den Zehnten der SuperLiga spielte. Die letzten vier Vereine stiegen in die drittklassige Srpska Liga ab, der Fünftletzte musste in die Relegation.

## Vereine
| Team              | Stadt             | Stadion                     | Kapazität |
| ----------------- | ----------------- | --------------------------- | --------- |
| FK Radnički Niš   | Niš               | Stadion Čair                | 18.1510   |
| FK Radnički Pirot | Pirot             | Stadion Dragan Nikolić      | 13.8160   |
| FK Novi Pazar     | Novi Pazar        | Gradski Stadion             | 12.0000   |
| FK Zemun          | Zemun             | Gradski Stadion Zemun       | 10.0000   |
| FK Jagodina       | Jagodina          | Gradski stadion Jagodina    | 9.000     |
| FK Novi Sad       | Novi Sad          | Stadion Detelinara          | 6.000     |
| FK Voždovac       | Voždovac          | Stadion Voždovac            | 5.200     |
| FK Vlasina        | Vlasotince        | Stadion Rosulja             | 5.000     |
| FK Metalac        | Gornji Milanovac  | Stadion Metalac             | 4.500     |
| FK Javor Ivanjica | Ivanjica          | Stadion kraj Moravice       | 4.000     |
| OFK Mladenovac    | Mladenovac        | Stadion Selters             | 4.000     |
| FK Rad Belgrad    | Belgrad           | Stadion Obilić              | 3.919     |
| FK Mladost Apatin | Apatin            | Sportski centar Rade Svilar | 3.000     |
| FK BSK Borča      | Borča             | Stadion Borča               | 3.000     |
| FK Srem           | Sremska Mitrovica | Stadion Promenada           | 2.500     |
| FK ČSK Pivara     | Čelarevo          | Pivara Stadion              | 2.360     |
| FK Sevojno        | Užice             | Stadion kraj Valjaonice     | 2.000     |
| FK Hajduk Belgrad | Belgrad           | Stadion Hajduk Lion         | 1.000     |

## Abschlusstabelle
| Pl. | Verein                | Sp. | S  | U  | N  | Tore    | Diff. | Punkte |
| --- | --------------------- | --- | -- | -- | -- | ------- | ----- | ------ |
| 1.  | FK Javor Ivanjica     | 34  | 18 | 16 | 0  | 038:120 | +26   | 70     |
| 2.  | FK Jagodina (N)       | 34  | 15 | 13 | 6  | 037:190 | +18   | 58     |
| 3.  | FK BSK Borča          | 34  | 17 | 7  | 10 | 038:210 | +17   | 58     |
| 4.  | FK Rad Belgrad        | 34  | 16 | 9  | 9  | 050:340 | +16   | 57     |
| 5.  | FK Voždovac (A)       | 34  | 16 | 9  | 9  | 039:270 | +12   | 57     |
| 6.  | FK Metalac (N)        | 34  | 13 | 10 | 11 | 033:260 | +7    | 49     |
| 7.  | FK Srem               | 34  | 14 | 5  | 15 | 043:410 | +2    | 47     |
| 8.  | FK Mladost Apatin (A) | 34  | 13 | 8  | 13 | 030:310 | −1    | 47     |
| 9.  | FK ČSK Pivara         | 34  | 11 | 13 | 10 | 034:290 | +5    | 46     |
| 10. | FK Novi Sad (N)       | 34  | 12 | 10 | 12 | 031:300 | +1    | 46     |
| 11. | FK Sevojno            | 34  | 11 | 12 | 11 | 034:340 | ±0    | 45     |
| 12. | FK Novi Pazar         | 34  | 12 | 9  | 13 | 029:390 | −10   | 45     |
| 13. | FK Hajduk Belgrad (N) | 34  | 12 | 8  | 14 | 028:330 | −5    | 44     |
| 14. | FK Radnički Niš       | 34  | 11 | 10 | 13 | 029:310 | −2    | 43     |
| 15. | FK Zemun (A)          | 34  | 10 | 12 | 12 | 028:400 | −12   | 42     |
| 16. | FK Vlasina            | 34  | 9  | 10 | 15 | 035:470 | −12   | 37     |
| 17. | OFK Mladenovac        | 34  | 7  | 9  | 18 | 028:510 | −23   | 30     |
| 18. | FK Radnički Pirot     | 34  | 1  | 6  | 27 | 016:550 | −39   | 09     |

Platzierungskriterien: 1. Punkte – 2. Direkter Vergleich (Punkte, Tordifferenz, geschossene Tore) – 3. Tordifferenz – 4. geschossene Tore

| (A) – Absteiger aus der SuperLiga 2006/07 |
| (N) – Neuaufsteiger aus der Srpska Liga   |

## Play-offs
Die Mannschaften auf den Plätzen drei bis sechs ermittelten in zwei Runden einen Teilnehmer, der im Anschluss um den Aufstieg gegen den Zehnten der SuperLiga spielte.
1. Runde
|                | Ergebnis              |             |
| -------------- | --------------------- | ----------- |
| FK BSK Borča   | 0:0 n. V. (5:4 i. E.) | FK Metalac  |
| FK Rad Belgrad | 1:1 n. V. (3:1 i. E.) | FK Voždovac |

2. Runde
|              | Ergebnis              |                |
| ------------ | --------------------- | -------------- |
| FK BSK Borča | 0:0 n. V. (2:4 i. E.) | FK Rad Belgrad |

Finale
|                                      | Gesamt |                                        | Hinspiel | Rückspiel |
| ------------------------------------ | ------ | -------------------------------------- | -------- | --------- |
| FK Smederevo (Zehnter der SuperLiga) | 0:1    | FK Rad Belgrad (Vierter der Prva Liga) | 2:1      | 1:3       |

## Relegation
|                                     | Gesamt |                                             | Hinspiel | Rückspiel |
| ----------------------------------- | ------ | ------------------------------------------- | -------- | --------- |
| FK Inđija (Zweiter der Srpska Liga) | 3:1    | FK Radnički Niš (Vierzehnter der Prva Liga) | 2:0      | 1:1       |

## Torschützenliste
| Pl. | Spieler            | Verein            | Tore |
| --- | ------------------ | ----------------- | ---- |
| 01. | Igor Pavlović      | FK Jagodina       | 17   |
| 02. | Miloš Bogunović    | FK Rad Belgrad    | 13   |
| 02. | Vladimir Savićević | FK Srem           | 13   |
| 02. | Rade Veljović      | FK Voždovac       | 13   |
| 05. | Milorad Perović    | OFK Mladenovac    | 09   |
| 05. | Nikola Vujošević   | FK Zemun          | 09   |
| 07. | Vladan Kujundžić   | FK Metalac        | 08   |
| 07. | Rade Medić         | FK Mladost Apatin | 08   |
| 07. | Asmir Misini       | FK ČSK Pivara     | 08   |
| 07. | Dalibor Mitrović   | FK Rad Belgrad    | 08   |